# Michal Berg

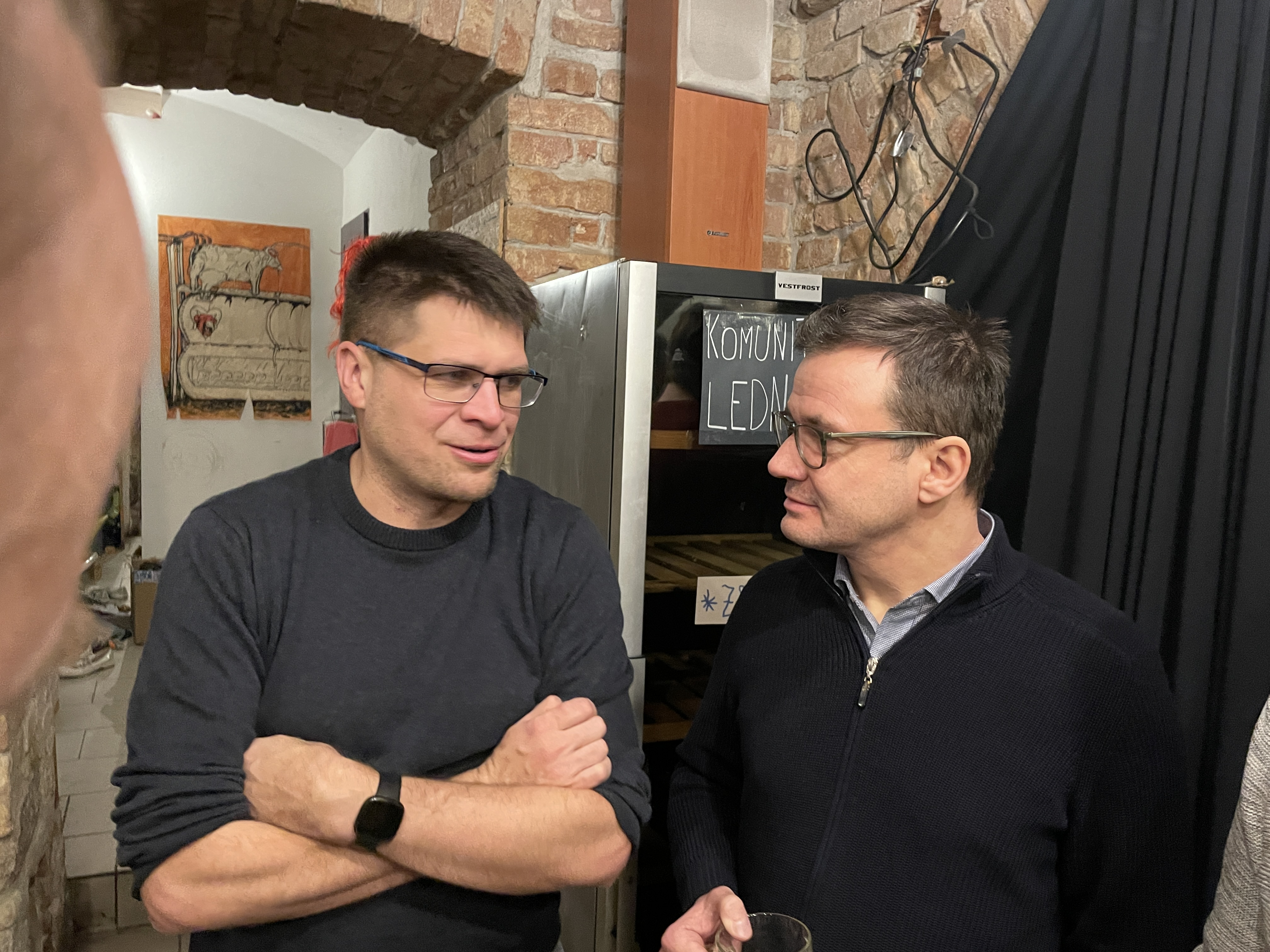
Michal Berg a Ondřej Liška na sjezdu Strany zelených v roce 2023

Michal Berg (* 26. července 1980 Vítkov) je český politik a podnikatel v oblasti IT, od ledna 2020 do června 2024 spolupředseda Zelených, předtím v letech 2016 až 2018 místopředseda strany, od roku 2014 také zastupitel města Vsetína.

## Život
Vyrůstal v Bruntále, absolvoval Mendelovo gymnázium v Opavě (maturoval v roce 1998). Následně vystudoval obor audiovizuální reklama na Fakultě multimediálních komunikací Univerzity Tomáše Bati ve Zlíně (promoval v roce 2002, získal titul BcA.) a obor ekonomie a podnikání na Vysoké škole podnikání Ostrava (promoval v roce 2006, získal titul Bc.).
Ještě na vysoké škole, v roce 2001, založil společnost eSports.cz, s.r.o., v níž měl zodpovědnost za technologický a obsahový rozvoj internetových projektů a řízení jejich vývoje. V roce 2016 svou činnost v této společnosti ukončil a svůj podíl prodal.
Externě také spolupracoval jako sportovní novinář s Opavským deníkem a webem www.hokej.cz, občasně také se zpravodajským serverem iHNed.cz. V sezóně 2006/2007 působil jako tiskový mluvčí a media manager české hokejové reprezentace.
Michal Berg je ženatý, žije ve Vsetíně a pracuje v think tanku Fakta o klimatu. Podílel se na manuálu Jak na společnou fotovoltaiku u bytových domů, který vydala Unie komunitní energetiky. 
Je autorem blogu o cestování na železnici www.cestavlakem.cz.

## Politické působení

### Strana zelených
Od roku 2010 je členem Strany zelených, v níž vedl odbornou sekci pro informatiku. Podílel se na projektu Rekonstrukce státu, spolupracoval s Fondem Otakara Motejla a je aktivní v občanském sdružení Vsetínské fórum. V červnu 2014 se stal členem Předsednictva SZ. Na sjezdu SZ v lednu 2016 v Praze byl zvolen 2. místopředsedou strany. Funkci zastával do ledna 2018.

### European Green Party
V roce 2018  a opětovně v roce 2019  byl zvolen do předsednictva European Green Party. Ve funkci byl zodpovědný za síť zelených evropských zastupitelů a zastupitelek Local councillors network.

### Komunální volby
Do politiky se pokoušel vstoupit, když v komunálních volbách v roce 2002 kandidoval jako nestraník za US-DEU do Zastupitelstva města Opavy, ale neuspěl. Neuspěl ani ve volbách v roce 2006 jako nestraník za subjekt "Chcete změnu? Volte mladé!" Následně se přestěhoval do Vsetína, kde v komunálních volbách v roce 2010 kandidoval opět neúspěšně za SZ do tamního zastupitelstva. Vsetínským zastupitelem se tak stal až po volbách v roce 2014, kdy jako člen SZ vedl kandidátku subjektu "Koalice pro otevřený Vsetín" (tj. SZ, Piráti a nezávislí kandidáti).
Ve volbách v roce 2018 mandát zastupitele města obhájil, když vedl jako člen Zelených kandidátku subjektu "KOALICE PRO OTEVŘENÝ VSETÍN" (tj. Zelení a nezávislí kandidáti). Stejně tak ve volbách v roce 2022, když byl jako člen Zelených opět lídrem kandidátky subjektu "KOALICE PRO OTEVŘENÝ VSETÍN" (tj. Zelení, Piráti a nezávislí kandidáti).

### Krajské volby
V krajských volbách v roce 2012 kandidoval za SZ do Zastupitelstva Zlínského kraje, ale neuspěl. V krajských volbách v roce 2016 byl lídrem společné kandidátky SZ a Pirátů ve Zlínském kraji pod názvem Otevřený kraj, ale neuspěl a do zastupitelstva se nedostal.

### Volby do PSP
Ve volbách do Poslanecké sněmovny PČR v roce 2013 kandidoval jako lídr SZ ve Zlínském kraji, ale neuspěl (strana se do Sněmovny nedostala). Ve volbách do Poslanecké sněmovny PČR v roce 2017 byl lídrem Zelených v Jihomoravském kraji, ale neuspěl.

### Spolupředseda Zelených
V lednu 2020 byl spolu s Magdalenou Davis zvolen spolupředsedou Zelených. Ve volbách do Poslanecké sněmovny PČR v roce 2021 byl lídrem Zelených ve Zlínském kraji, ale nebyl zvolen. Přesto byl v lednu 2022 opět zvolen spolupředsedou strany. Funkci poté obhájil i v březnu 2024, když porazil předsedu Mladých zelených Tomáše Mígla poměrem hlasů 71 : 47.

### Volby do Evropského parlamentu
Ve volbách do Evropského parlamentu v červnu 2024 neúspěšně kandidoval na 4. místě kandidátky Zelených. Strana získala jen 1,55 % hlasů. Následně oznámil, že rezignuje na post spolupředsedy strany. Jeho nástupcem byl v listopadu 2024 zvolen Matěj Pomahač.